# Хокей (монета)
«Хоке́й» — пам'ятна монета номіналом 2 гривні, випущена Національним банком України, присвячена XIX зимовим Олімпійським іграм, що відбулися у 2002 році в Солт-Лейк-Сіті (США).
Монету введено в обіг 6 липня 2001 року. Вона належить до серії «Спорт».

## Опис монети та характеристики
| Номінал грн. | Метал      | Маса, г | Діаметр, мм | Якість виготовлення | Гурт     | Тираж, штук |
| ------------ | ---------- | ------- | ----------- | ------------------- | -------- | ----------- |
| 2            | нейзильбер | 12,8    | 31,0        | звичайна            | рифлений | 30 000      |

### Аверс
На аверсі монети півколом зображено стилізований фрагмент сніжинки, на якому розміщено: напис «УКРАЇНА» та малий Державний Герб України; праворуч внизу, на тлі дзеркала написи: «2», «ГРИВНІ», «2001», та логотип Монетного двору Національного банку України.

### Реверс

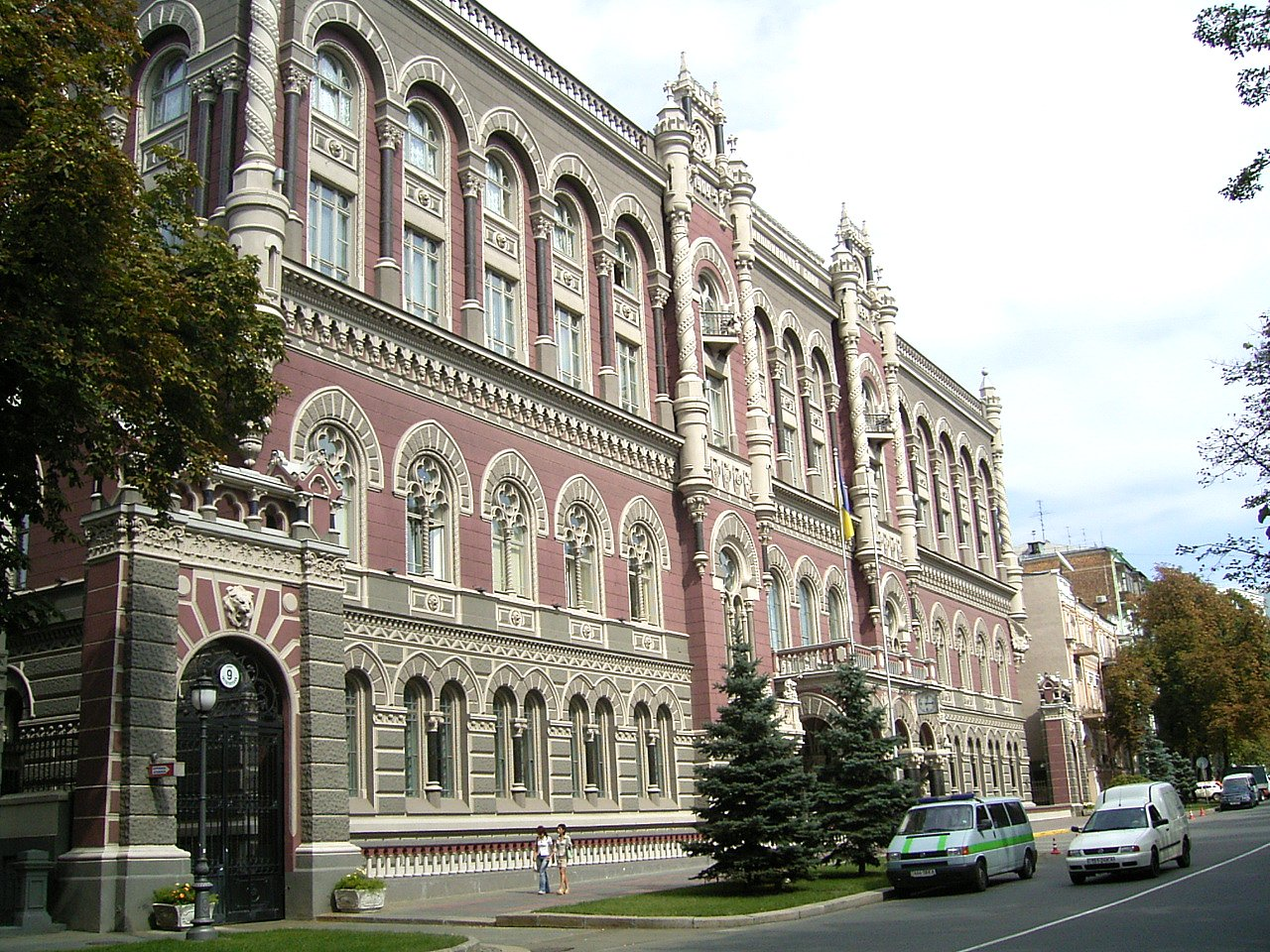
Будівля Національного банку України

На реверсі монети розміщено стилізовані зображення хокеїста — ліворуч на дзеркальному тлі та сніжинки — праворуч, на рельєфному тлі якої написи у три рядки: «XIX ЗИМОВІ ОЛІМПІЙСЬКІ ІГРИ», «СОЛТ-ЛЕЙК-СІТІ», «2002».

## Автори
- Художники: Козаченко Віталій, Таран Володимир, Харук Олександр, Харук Сергій.
- Скульптор — Дем'яненко Володимир .

## Вартість монети
Під час введення монети в обіг у 2001 році, Національний банк України реалізовував монету через свої філії за ціною 2 гривні.
Фактична приблизна вартість монети, з роками змінювалася так:
| Рік        | 2010 | 2011 | 2012 | 2013 | 2014 | 2015 | 2016 | 2017 | 2018 | 2019 | 2020 | 2021 | 2022 | 2023 | 2024  | 2025  |
| ---------- | ---- | ---- | ---- | ---- | ---- | ---- | ---- | ---- | ---- | ---- | ---- | ---- | ---- | ---- | ----- | ----- |
| Ціна, грн. | 65   | 80   | 90   | 100  | 120  | 330  | 330  | 340  | 350  | 350  | 350  | 370  | 370  | 370  | 1 150 | 1 010 |